# Milánó–Bologna nagysebességű vasútvonal

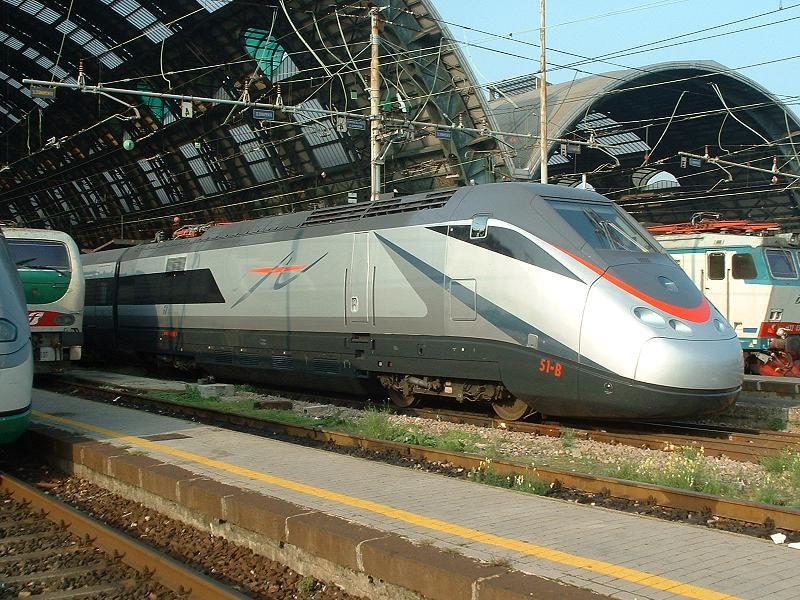
Az FS ETR 500 sorozatú nagysebességű villamos motorvonata Milánó főpályaudvarán

A Milánó–Bologna nagysebességű vasútvonal egy 182 km hosszú, kétvágányú, 25 kV 50 Hz-cel villamosított nagysebességű vasútvonal Olaszországban.
A Milánó–Róma vonalon a személyszállítási teljesítmény 32 százalékkal növekedett, miután 2008 decemberében megnyitották a Milánó–Bologna közötti nagysebességű szakaszt.
A vasút piaci részesedése 48 százalékra emelkedett a megelőző év 32 százalékáról, a szóban forgó viszonylatban. A légi közlekedés viszont az eddigi 54 százalékról 39-re csökkent. Több mint egymillió utas veszi igénybe havonta a vonalat. Olaszország miniszterelnöke, Silvio Berlusconi, hivatalosan felavatta a Trenitalia „vörös nyíl” nagysebességű üzemét, Milánó-Bologna között 2009. március 24-én. Az új vonat Milánót Bolognával 1 óra 5 perc alatt köti össze, A Milánó – Róma út pedig 3 órára rövidült. A vonal része a transzeurópai vasúthálózatnak.